# Matherville
Matherville és una població dels Estats Units a l'estat d'Illinois. Segons el cens del 2000 tenia 772 habitants.

## Demografia
Segons el cens del 2000, Matherville tenia 772 habitants, 290 habitatges, i 216 famílies. La densitat de població era de 764,3 habitants/km².
Dels 290 habitatges en un 45,2% hi vivien nens de menys de 18 anys, en un 55,5% hi vivien parelles casades, en un 15,2% dones solteres, i en un 25,5% no eren unitats familiars. En el 21,7% dels habitatges hi vivien persones soles el 10,7% de les quals corresponia a persones de 65 anys o més que vivien soles. El nombre mitjà de persones vivint en cada habitatge era de 2,66 i el nombre mitjà de persones que vivien en cada família era de 3,06.
Per edats la població es repartia de la següent manera: un 32,4% tenia menys de 18 anys, un 7,1% entre 18 i 24, un 31,2% entre 25 i 44, un 18,3% de 45 a 60 i un 11% 65 anys o més.
L'edat mediana era de 32 anys. Per cada 100 dones de 18 o més anys hi havia 80,6 homes.
La renda mediana per habitatge era de 33.438 $ i la renda mediana per família de 39.375 $. Els homes tenien una renda mediana de 37.273 $ mentre que les dones 25.179 $. La renda per capita de la població era de 14.956 $. Aproximadament el 14,1% de les famílies i el 15,8% de la població estaven per davall del llindar de pobresa.

## Poblacions més properes
El següent diagrama mostra les poblacions més properes.